# پیپر سارمنتسوم
پیپر سارمنتسوم (نام علمی: Piper sarmentosum) نام یک گونه از سرده فلفلیان است.